# يهودا بيكون
يهودا بيكون (بالعبرية: יהודה בקון‏) هو رسام وأستاذ جامعي ورسام توضيحي إسرائيلي، ولد في 28 يوليو 1929 في أوسترافا في التشيك.